# Матута
Мату́та (лат. Matuta), чи Матер Матута (лат. Mater Matuta) — давньоітальська богиня весни і ранку; відала також дітонародженням. На честь Матути в червні справляли свято Матралія, на яке приходили жінки, тримаючи на руках дітей своїх сестер. Рабиням заборонялося брати участь у матроналіях. Під кінець республіки Матуту ототожнювали з Левкотеєю та вважали покровителькою мореплавства і гаваней.